# Keiko Miyajima
Keiko Miyajima (em japonês:  宮島 恵子; Ōmiya, 24 de setembro de 1965) é uma ex-jogadora de voleibol do Japão que competiu nos Jogos Olímpicos de 1984.
Em 1984, ela fez parte da equipe japonesa que conquistou a medalha de bronze no torneio olímpico, no qual atuou em duas partidas.